# Список дипломатических миссий Мальты

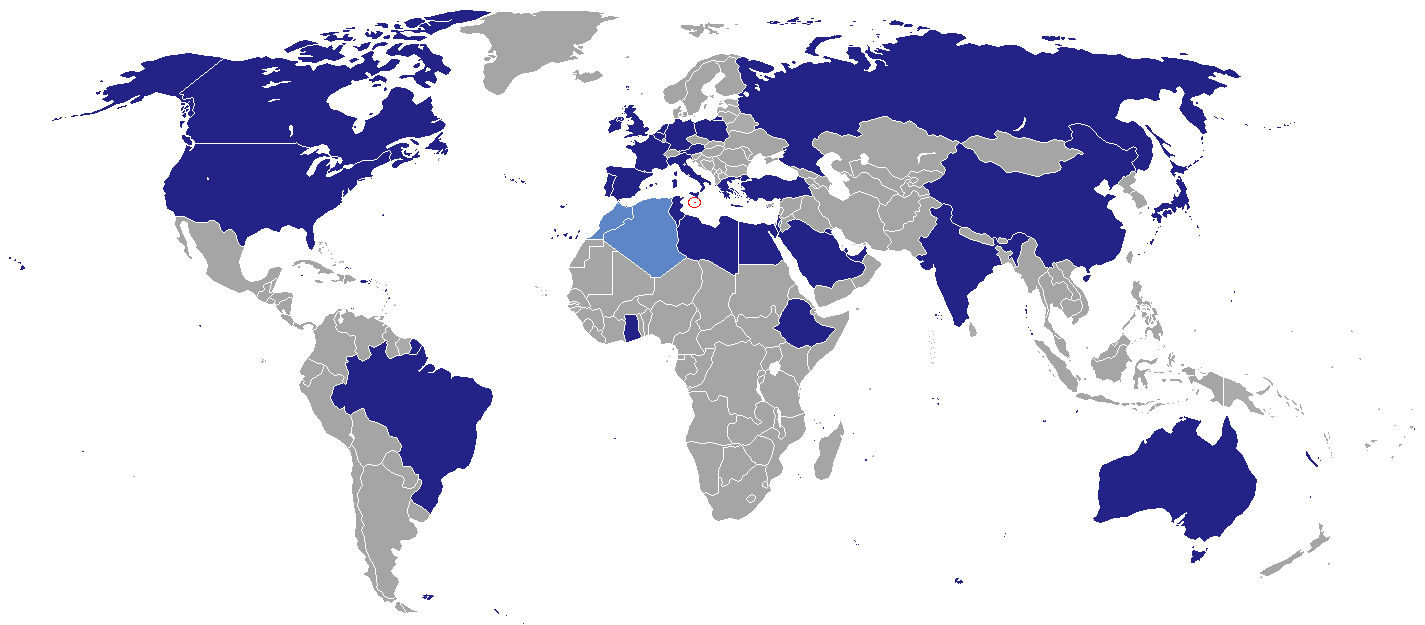

Список дипломатических миссий Мальты — в странах — членах Британского содружества, в которое входит и Мальта, её дипломатические представительства возглавляют «высшие комиссары» в ранге послов.

## Европа
- Австрия, Вена (посольство)
- Бельгия, Брюссель (посольство)
- Дания, Копенгаген (посольство)
- Франция, Париж (посольство)
- Германия, Берлин (посольство)
- Греция, Афины (посольство)
- Ирландия, Дублин (посольство)
- Италия, Рим (посольство)
- Нидерланды, Гаага (посольство)
- Польша, Варшава (посольство)
- Португалия, Лиссабон (посольство)
- Россия, Москва (посольство)
- Испания, Мадрид (посольство)
- Великобритания, Лондон (высший комиссариат)

## Америка
- Канада, Торонто (генеральное консульство)
- США, Вашингтон (посольство)

## Азия
- Китай, Пекин (посольство)
- Индия, Нью-Дели (высший комиссариат)
- Израиль, Тель-Авив (посольство)
- Саудовская Аравия, Эр-Рияд (посольство)
- Государство Палестина, Рамаллах (представительство)
- Турция, Стамбул (генеральное консульство)
- ОАЭ, Дубай (генеральное консульство)

## Африка
- Египет, Каир (посольство)
- Ливия, Триполи (посольство)
- Тунис, Тунис (посольство)

## Океания
- Австралия, Канберра (высший комиссариат)
  - Мельбурн (генеральное консульство)
  - Сидней (генеральное консульство)

## Международные организации
- - Брюссель (постоянная миссия при ЕС)
  - Женева (постоянная миссия при учреждениях ООН)
  - Нью-Йорк (постоянная миссия при ООН)
  - Париж (постоянная миссия при ЮНЕСКО)
  - Рим (постоянная миссия при ФАО)
  - Страсбург (постоянная миссия при Совете Европы)
  - Вена (постоянная миссия при ОБСЕ)